# Baile de invertidos

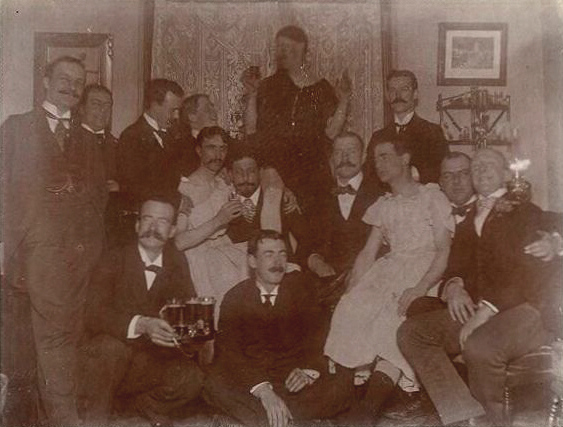
Baile de invertidos en una vivienda particular en Portland, Oregón, en la década de 1900.

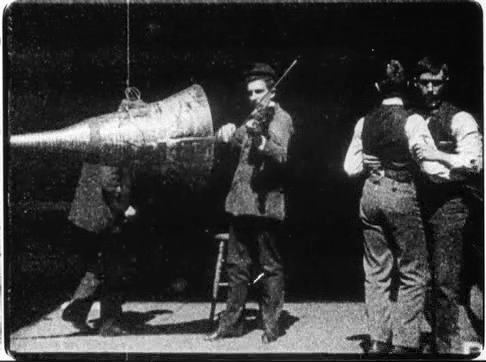
Dickson Experimental Sound Film, primera película sonora, realizada por William Dickson a finales de 1894 o principios de 1895. En la película se puede ver a dos hombres bailando.

Los bailes de invertidos o bailes de maricones fueron bailes públicos o privados, realizados sobre todo en el primer tercio del siglo XX, en los que se permitía el travestismo y el baile de salón con parejas del mismo sexo, y que evolucionaron hasta llegar a ser, en algunos casos, grandes acontecimientos culturales para los homosexuales, a los que incluso acudían turistas. Estos bailes tuvieron su época dorada en el tiempo de entreguerras, sobre todo en Berlín y en París, aunque también se celebraban en otras grandes ciudades de Europa y de América, como por ejemplo en la Ciudad de México o en Buenos Aires.

## Antecedentes

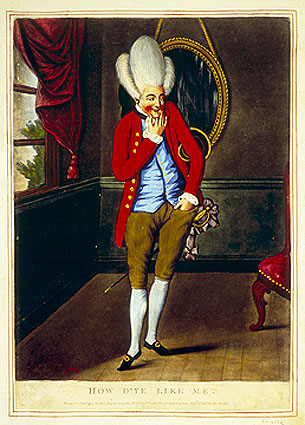
Molly (trad. «mariquita») del siglo XVIII.

A finales del siglo XVII está documentada en Europa una subcultura homosexual, con sus lugares de cruising, sus tabernas, sus fiestas y bailes, sus travestidos y su lenguaje propio. Estudiosos como Randolph Trumbach consideran que es en ese momento en el que aparece la subcultura gay en Europa. Por el contrario, aunque no se encuentren pruebas de una existencia anterior, Rictor Norton considera que la aparición de esta subcultura completamente desarrollada no es debido a su inexistencia anterior, sino que sería debida a un aumento de la vigilancia y de los procedimientos policiales, lo que habría sacado a la superficie un submundo del que no se había tenido noticias anteriormente.
Los archivos de la Inquisición portuguesa en Lisboa conservan noticias de las llamadas «danças dos fanchonos» de principios del siglo XVII. Hacia 1620, los fachonos, el equivalente barroco de los modernos drag queens, realizaban grandes fiestas en la Gaia Lisboa. En estos bailes itinerantes, también llamados escarramão o esparramão, se solían realizar pantomimas con escenas picantes entre participantes que vestían de mujer y otros vestidos de forma más viril. El Tribunal Supremo de Su Majestad en la Ciudad de México descubrió en 1656 un caso similar, cuando Juan Correa, un hombre de más de setenta años, confesó que llevaba desde su juventud cometiendo el pecado nefando. La casa de Correa, a las afueras de la ciudad, se empleaba para realizar fiestas en las que muchos de los participantes se vestían de mujer.
Diversos estudiosos no han encontrado fenómenos similares en los procesos judiciales estudiados en Aragón, Cataluña, las Vascongadas y Valencia, aunque en el caso valenciano se habla de indicios de una subcultura y un posible gueto homosexual. En España, el travestismo festivo solo estaba admitido socialmente para carnaval, fecha en la que incluso los más cercanos al rey se permitían vestirse de mujer. En cambio en Francia, durante el reinado de Luis XIV, ningún baile quedaba sin travestidos.
Hacia finales del siglo XVII se puede hablar de una subcultura gay plenamente desarrollada en Londres, donde las molly houses («casas de mariquitas») servían de clubs, en los que los homosexuales se reunían regularmente para beber, bailar y divertirse. Estos lugares son bien conocidos por el escándalo que se produjo en el club de Mother Clap en 1726, cuando una redada policial descubrió que su molly house era un prostíbulo homosexual.

## Baile de invertidos

### Alemania

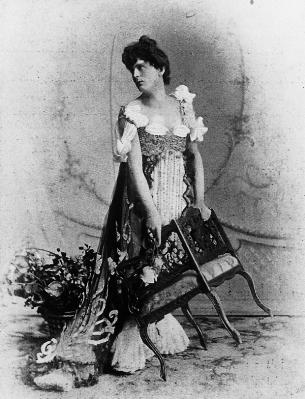
Hermann von Teschenberg (1866-1911) vestido de mujer. Teschenberg, un travestido, fue uno de los fundadores del Comité Científico Humanitario.

#### El Imperio
El submundo clandestino de los gais se deja rastrear en Berlín hasta el siglo XVIII, a pesar de la persecución a la que estaban sometidos. En Prusia, el artículo 143 del código penal, y posteriormente la introducción del artículo 175 del código penal alemán, junto con otras leyes sobre el escándalo público y la protección de menores, dificultaban enormemente la vida de los homosexuales. A pesar de los esfuerzos de Magnus Hirschfeld y el primer movimiento homosexual, en 1900 las redadas y el cierres de locales eran hechos habituales. Y no solo los locales estaban bajo vigilancia policial, en 1883 la policía moral vigilaba a 4799 hombres travestidos y transgénero, aunque, por otra parte, repartían «permisos» para travestidos en casos considerados «médicos».
Por lo tanto resulta sorprendente que a partir de mediados del siglo XIX se desarrollaran los llamados «Urningsball» o «Tuntenball», bailes de «uranistas» o de «locas», tolerados, aunque vigilados por la policía. Hacia 1900 los bailes habían alcanzado tal notoriedad que alemanes de todas las esquinas del país, incluido el público heterosexual y turistas extranjeros, viajaban hasta la capital para participar en ellos. Se celebraban en grandes salones de baile, como el «Deutscher Kaiser», en la Lothringer Straße, o en el de la Filarmonía, en la Bernburgstraße, en el Dresdner Kasino, en la Dresdner Straße, o en el Orpheum, en la Alter Jakobstraße 32. Por ejemplo, el Berliner Morgenpost describía ampliamente en su edición del 17 de octubre de 1899 un baile realizado en el Hotel König von Portugal, en el que todavía se realizaban bailes en 1918. La temporada de bailes duraba desde octubre hasta Semana Santa y se realizaban varias veces por semana, incluso varios el mismo día. Hirschfeld, en su libro Berlins drittes Geschlecht (1904; «El tercer sexo de Berlín»), escribe lo siguiente sobre estos bailes:

Algunos taberneros de locales uranistas, pero ciertamente no solo en estos, se realizan en invierno grandes bailes de uranistas, que en su tipo y tamaño, son una especialidad de Berlín. Altos funcionarios las enseñan como una de las atracciones más interesantes a destacados forasteros, especialmente a los extranjeros, que desean ver en las nuevas metrópolis europeas algo especial. [...] En la temporada alta, de octubre a pascua, estos bailes se realizan varias veces por semana, incluso a menudo varias en una noche. A pesar de que la entrada cuesta 1,50 marcos, estos espectáculos suelen estar bien concurridos. Casi siempre están presentes varios miembros de la policía secreta, que cuidan de que no ocurra nada impropio; por lo que sé, nunca les ha sido necesario actuar. Los organizadores tienen órdenes de, a ser posible, solo dejar entrar a aquellos cuya homosexualidad es conocida.

Algunos bailes tiene una fama especial, sobre todo aquel realizado poco después de Año Nuevo, en el que se presentan los nuevos trajes, a menudo hechos por ellos mismos. cuando visité este baile el año pasado junto con varios colegas médicos, había unas 800 personas. Hacia las 10 de la noche las salas están prácticamente vacías. Solo después de las 11 comienzan a llenarse. Muchos visitantes visten traje de calle o social, pero muchos están disfrazados. Algunos aparecen con grandes máscaras venecianas irreconocibles, van y vienen sin que nadie sospeche quienes son; otros levantan la máscara a medianoche, una parte llega con ropa de fantasía, una gran parte en ropa de mujer, algunos con vestidos sencillos, otros en trajes y arreglos muy caros. Vi a un sudamericano en un traje de París, cuyo precio debía ser de más de 2000 francos.

No pocos tienen un aspecto y unos movimientos tan femeninos, que incluso a los expertos les resulta difícil reconocer al hombre. [...] Mujeres de verdad son escasas en estos bailes, solo de vez en cuando trae el uranista a su dueña, una amiga o — a su esposa. El proceso no es tan estricto como en los bailes análogos de mujeres urantistas, en el que el acceso de cualquier «hombre auténtico» está rigurosamente prohibido. Los que demuestran el peor gusto y los más repugnantes en los bailes de homosexuales son aquellos, no pocos, que a pesar de un gran mostacho o una barba crecida vienen «de mujer». El mayordomo señala los vestidos más bonitos, que son recibidos con un aplauso atronador y acompañados por este por toda la sala. Entre las 12 y la 1 se alcanza habitualmente el punto álgido. Hacia las 2 hay una pausa para el café —la principal fuente de ingresos del dueño de la sala. En pocos minutos se sacan largas mesas y cubiertas con manteles, en las que se sientan varios cientos de personas; algunos cantos y bailes humorísticos de los «imitadores de damas» presentes sazonan el entretenimiento, para continuar con el alegre baile hasta la mañana.
Magnus Hirschfeld, Berlins Drittes Geschlecht (1904), «Kapitel 3»

Como consecuencia del escándalo de Eulenburg y del revuelo social generado, en 1907 se prohibieron los bailes; en 1910 se volvieron a permitir, pero nunca volvieron a tener esplendor de los años dorados.

#### La República de Weimar

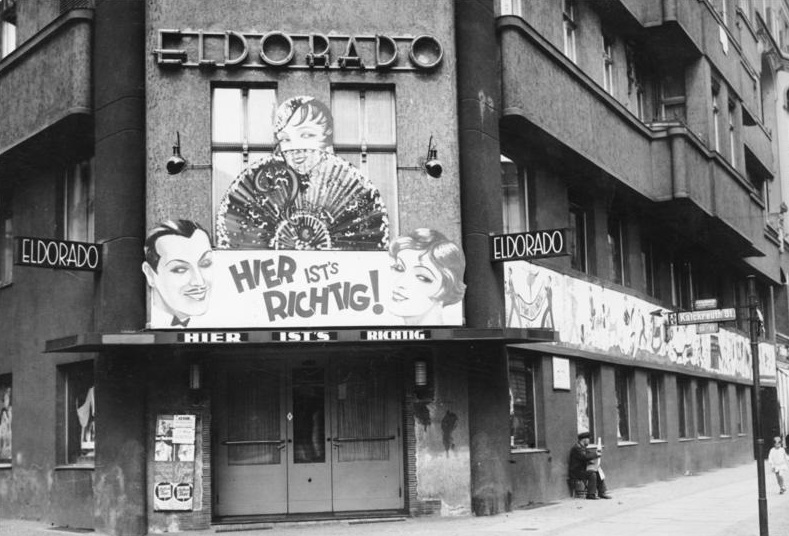
Eldorado en Berlín en 1932.

Tras la I Guerra Mundial aparecieron los primeros movimientos de masas para homosexuales, los Freundschaftsbund, asociaciones populares de homosexuales que dedicaban gran parte de sus esfuerzos a la socialización y a actividades diversas para sus asociados, entre los que también se encontraban los bailes, aunque sin olvidar la lucha contra el artículo 175. Por ejemplo, el club Kameradschaft («camaradería») organizó con ocasión de su fundación un «Böser-Buben-Ball» («Baile de los chicos malos») el 1 de noviembre de 1929; el club, que en su mayor esplendor tuvo 100 miembros, sobrevivió hasta 1933. El club era un intento de ofrecer algún servicio y apoyo a homosexuales de clases bajas y los bailes que organizaban los fines de semana, sábados y domingos, reunían a unas 70 personas, entre las que se contaban parados, que podían permitirse el precio de entrada. En 1922, la asociación Gesellschaftsklub Aleksander e.V., realizaba bailes a diario a partir de las 7 de la tarde, con una orquesta de primera. En 1927 el Bund für Menschenrecht (BfM) compró el local, bajo el nombre Alexander-Palast, aunque a partir de 1927 el BfM ya realizaba sus bailes en los salones Florida y Tanz-Palast del local Zauberflöte, en la Kommandantenstraße 72. Los bailes se realizaban de martes a domingo, la entrada era gratis, pero había que pagar 50 pfennig por un «carnet de baile» para poder bailar. En la década de 1920 los bailes de invertidos alcanzaron un tamaño desconocido hasta el momento, con locales de varios salones realizando fiestas en las que participaban varios miles de personas. Y no solo en Berlín, sino que también en otras grandes ciudades alemanas se realizaban bailes de homosexuales.
En la segunda y tercera década del siglo XX existían innumerables bares, cafés y locales de baile en Berlín. Los más elegantes se encontraban en Berlín occidental, en las cercanías del área formado por la Bülowstraße, la Potsdamer Straße y la Nollendorfplatz, llegando hasta el Kurfürstendamm. Sin duda, el local más famoso era Eldorado, que en realidad eran dos locales (uno de la Lutherstraße y otro en la Motzstraße). Curt Moreck (Konrad Haemmerling) lo describe en 1931 en su Führer durch das „lasterhafte“ Berlin («Guía por el Berlín 'libertino'») como «un local de travestidos escenificado para el morbo de la metrópoli de mundo.» El programa incluía espectáculos estridentes y picantes de transformistas y estaba dirigido a un público mayoritariamente heterosexual, que entonces como ahora «seguían su curiosidad y se atrevían a hacer una escapada al misterioso e infame Berlín». Moreck continúa, a pesar de que él mismo estaba impulsando y era parte el turismo del voyeur con su guía de viajes y bares, comentando lo siguiente:

Un local de baile de gran estilo con un público extremadamente elegante. Esmoquin y frack y largos trajes de noche - así se presenta la normalidad, que viene aquí a mirar. Los actores se encuentran en grandes números. Deslumbrantes carteles atraen desde la entrada y cuadros, en los que la depravación se ríe de sí misma, decoran la entrada. En el guardarropa comienzan a desplumarte. «¡Aquí está bien!» se lee sobre un cartel. Misterioso lema, del que se puede interpretar cualquier cosa. Todo es fachada y solo el desconocedor del mundo cree en su autenticidad. Incluso los travestís auténticos, que ponen a disposición de la empresa su perversión, se convierten aquí en comediantes. Entre los bailes, en los que también el normal puede darse el placer picante de bailar con un hombre afeminado vestido de mujer, hay espectáculos. Una cantante masculina canta con su estridente soprano canciones parisinas con doble sentido. Una estrella de la revista completamente aniñada baila bajo la luz de los focos en piruetas graciosamente femeninas. Está desnudo a excepción de pectorales y un taparrabos e incluso esta desnudez es engañosa, hace que los espectadores se rompan la cabeza, deja dudas sobre si es un hombre o una mujer. Una de las mujeres más encantadoras y elegantes que se encuentran en la sala es a menudo el delicado Bob y hay bastantes hombres que lamentan en el fondo de sus corazones que no sea una chica, que la naturaleza les ha estafado una deliciosa amante por un error.
Curt Moreck (1931)

Eldorado se convirtió en un centro de la cultura nocturna en Europa. El local era visitado tanto por directores de banco y miembros del parlamento, como gente del teatro y el cine. Entre ellos se encontraban estrellas como Marlene Dietrich, a menudo con su marido Rudolf Sieber, Claire Waldoff, Wolfgang Cordan, Anita Berber, Egon Erwin Kisch, Josef Hora. También Magnus Hirschfeld era bien conocido en el local. El jefe de las SA Ernst Röhm visitó el local y el que se convertiría posteriormente en político y jefe de grupo de las SA, Karl Ernst, intentó sobrevivir durante una época con diversos trabajos, entre los que se encontraba —dependiendo de la fuente— el de camarero, empleado o chapero en el Eldorado de la Lutherstraße. El local es mencionado directamente o indirectamente, o sirve de inspiración para innumerables obras, como Mr. Norris cambia de trenes (1935) y Adiós a Berlín (1939) de Christopher Isherwood o las memorias de Erika y Klaus Mann. Su ambiente está inmortalizado en los cuadros de Otto Dix y Ernst Fritsch.
Hacia finales de los años 20 la sociedad extraía su imagen de los homosexuales de este tipo de local: decadentes, refinados, viciosos, degenerados, cercanos a las drogas, al sexo desenfrenado y la prostitución. El Bund für Menschenrecht se distanció ya en 1927 de este tipo de ambiente, con poco éxito. En 1932 el canciller Franz von Papen lanzó una campaña contra la «noche viciosa de Berlín» y en octubre de ese año se prohibieron los bailes de homosexuales. El 30 de enero de 1933 llegaron los nacionalsocialistas al poder y el 23 de febrero de 1933 el ministro de interior de Prusia ordenó que se cerrasen todos los bares «en los que se ha aprovechado para promocionar la inmoralidad». Especialmente se trataba de los «que frecuentan aquellos círculos que rinden homenaje la inmoralidad antinatural». El 4 de marzo de 1933 el Berliner Tagblatt informaba del cierre de algunos locales el día anterior. De los más de 100 locales para homosexuales, solo escaparon muy pocos al cierre y estos debían servir para vigilar el ambiente homosexual con más facilidad.

### Francia

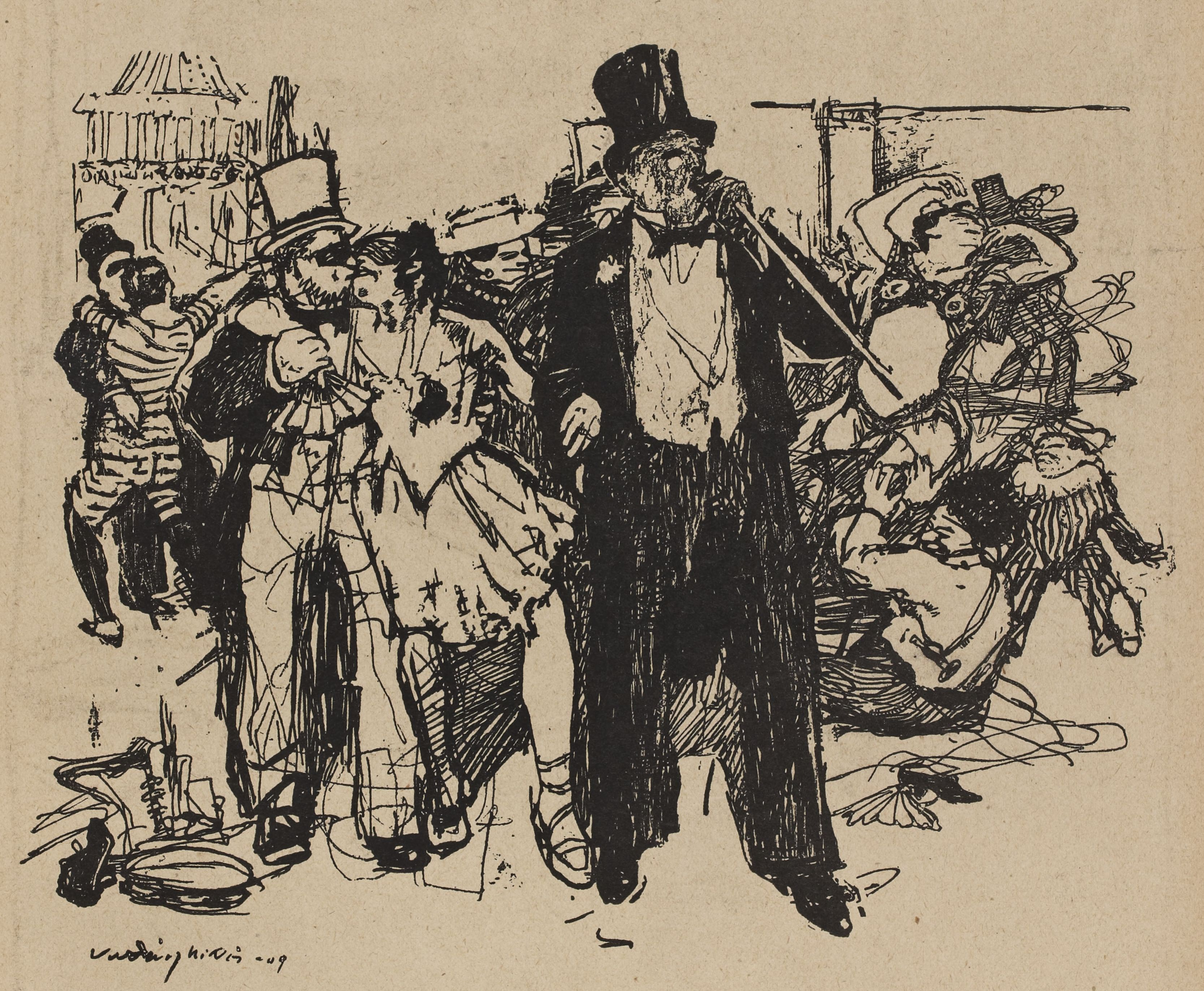
Representación de un baile de carnaval hacia 1909, con el comentario «AU BAL DE LA MI-CARÊME». En el dibujo, que fue realizado por el artista húngaro Miklós Vadász, se aprecia un hombre rico que lleva del brazo a una muchacha, que a su vez está besando a otro hombre; al fondo a la izquierda se ve lo que parecen dos hombres bailando. Fue publicado en el número 422 de la revista anarquista L'Assiette au Beurre, titulado Les p'tits jeun' hommes («Los pequeños jóvenes hombres»), dedicado a la crítica de los jóvenes aristócratas decadentes y de los mantenidos afeminados.

En Francia, hasta finales del siglo XIX, los homosexuales se habían reunido sobre todo en casas y salones privados, ocultos al público en general, siendo una rara excepción el baile de la Ópera en París, que se realizaba anualmente para carnaval y en el que se permitía alguna licencia. El primer gran baile público que permitió el travestismo fue en 1880 el Bal Bullier, en la avenida del Observatoire, seguido del Bal Wagram en 1910.
Tras la I Guerra Mundial, París se convirtió en uno de los centros de diversión nocturna de Europa, centrándose el ambiente en Montmartre, Pigalle y Montparnasse, con numerosos bares para gais, que habitualmente no sobrevivían más de un año entre redadas policiales, escándalos ruinosos y la insaciable sed de la clientela por nuevos placeres. Muchos de los locales también tenían fama de ser lugares de tráfico de drogas. El periodista Willy describía el ambiente en el bar «The Petite Chaumière», dedicado a extranjeros que buscaban sensaciones fuertes, de la siguiente manera:

Tras un par de acordes locos de preludio, el pianista toca un shimmy. Los profesionales del lugar, pagados para dar un espectáculo de cara a la galería, se abrazan enseguida. Ondulan, más que bailan. Chocan el vientre con un movimiento obsceno, en cada pausa, imprimen a su busto cortos temblores y pinzan delicadamente entre sus dedos la pernera del pantalón, que levantan sobre el botín de charol en cada paso que dan hacia adelante, lanzando vistazos a la clientela. Están vestidos con mucho refinamiento. Algunos parece que han rellenado el pecho con algodón. Otros exhiben kimonos con grandes escotes. Uno de ellos lleva un traje oriental todo de lamé dorado.
Willy, Le troisième sexe (1927), p.173-174

Aviso
Se ruega a los señores:
1° No bailar con sombrero.
2° No bailar juntos.
Un atuendo adecuado es de rigor.

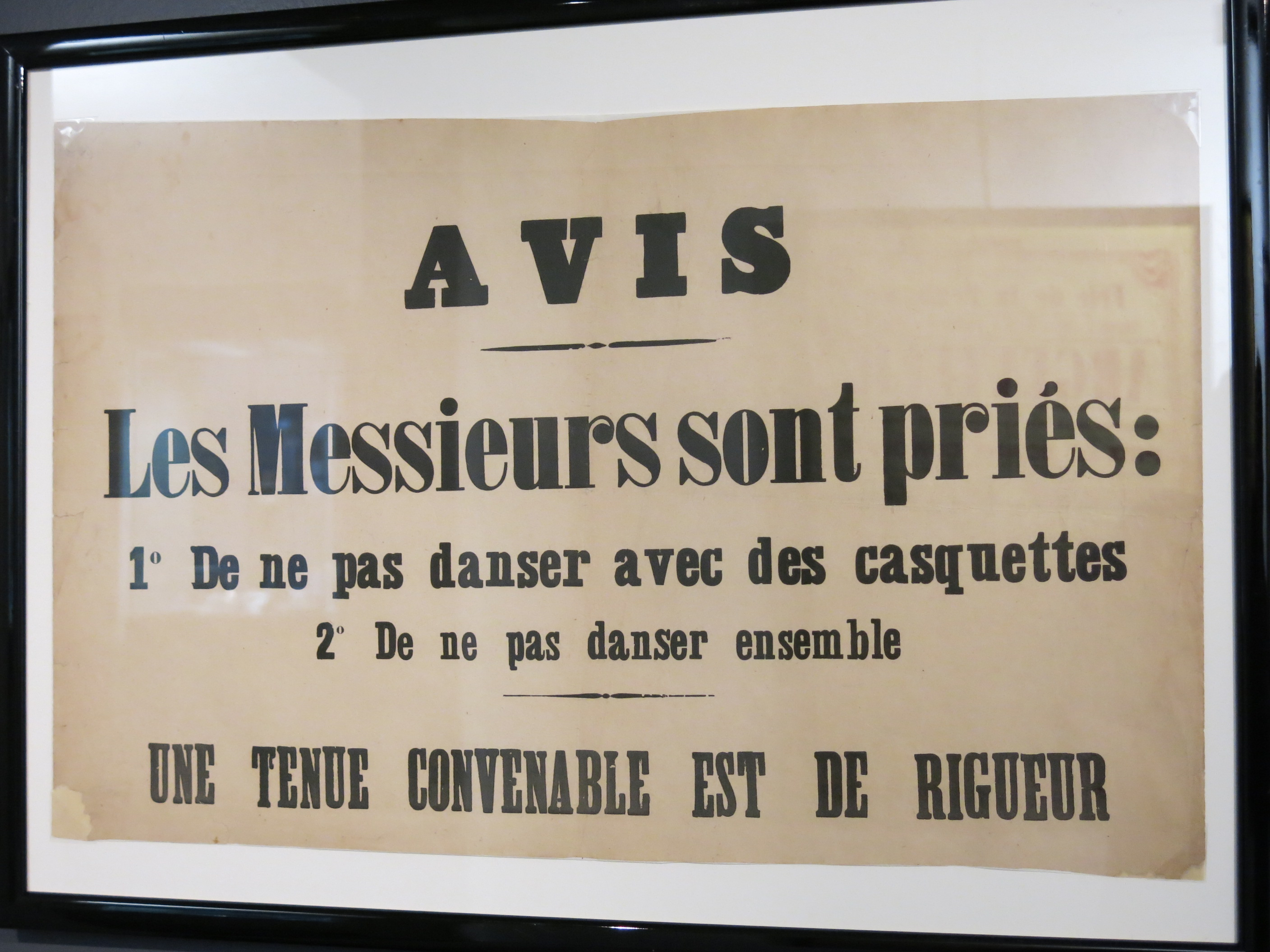
Cartel de la década de 1920.Aviso
Se ruega a los señores:
1° No bailar con sombrero.
2° No bailar juntos.
Un atuendo adecuado es de rigor.

Ya en la década de 1920 había varios bailes en la zona de la Bastilla, sobre todo en la calle de Lappe, donde se reunían a bailar hombres de las clases trabajadares, marineros borrachos y militares de las colonias. No era estrictamente un ambiente homosexual, pero los hombres podían bailar juntos y se podía encontrar una pareja para la noche. Daniel Guérin describe uno de los tugurios como un lugar en que «[...] obreros, prostitutas, mujeres de sociedad, chulos y tías todos bailaban. En aquellos días relajados y naturales, antes de que la policía tomara el poder en Francia, un caballero podía salir en público con una pareja del mismo sexo, sin ser considerado loco [...] .» Al contrario, Willy presenta un aspecto completamente distinto del mismo ambiente, «Lo que ves son pequeños delincuentes, no demasiado limpios, pero muy maquillados, con gorros tapando la cabeza y fulares de brillantes colores; estos son los tipos que cuando no consiguen hacer algo de dinero aquí, con seguridad se encontrarán cargando carbón u otro tipo de carga».
Los llamados «bal de folles» o, más tarde, «bal de invertis», se extendieron tras la I Guerra Mundial por todo París, e incluso por otras ciudades como Tolón. En la capital fue sobre todo el «Bal musette de la montaigne de Sainte-Geneviève», en el número 46 de la calle Montaigne de Sainte-Geneviève, el que atrajo a homosexuales, tanto masculinos como femeninos, pero también en la zona de la Bastilla se podía encontrar a hombres bailando entre ellos. Posteriormente son los grandes bailes de carnaval los atraerán al público homosexual, como el Magic-City, inaugurado en 1920, en el número 180 de la calle l'Université, que mantuvo su actividad hasta su prohibición el 6 de febrero de 1934. El «Carnaval interlope» de Magic-City evolucionó en una institución patrocinada por grandes vedettes del espectáculo, como Mistinguett o Joséphine Baker, que entregaban premios a las mejores drag queens. El Bal Wagram ofrecía la oportunidad de travestirse dos veces al año; a la una de la mañana, los travestidos realizaban el «pont aux travestis», un concurso de trajes, ante lo mejorcito de la ciudad, que habían venido a engranujarse por una noche. Los participantes, hombres travestidos de todas las edades y condiciones sociales, satirizaban la sociedad, los valores y las jerarquías tradicionales, con retratos exagerados de feminidad y masculinidad: condesas vestidas con miriñaque, vírgenes locas, bailarinas orientales, marineros, rufianes o militares; que tenían nombres correspondientes a su traje: la Duquesa de la Pompa, la Infanta Eudoxia, la Ratoncita Malva, la Oscura, Fréda, la Inglesa, la Loca María, la Musa, la Tetera, la Mujer Lobo, Safo, la Gata Mojada, el Pequeño Piano, Margarita de Borgoña, etc. Charles Étienne en su novela Notre-Dame-de-Lesbos describe a «Didine» de la siguiente manera:

Embutida en vestido amarillo de brocado, con una peluca roja encumbrada por una temblorosa tiara de pasta, el vestido con escote generoso y con la espalda al aire hasta la cintura, revelando el físico de un luchador profesional, un hombre subía la escalera, doblándose hábilmente, levantando con gesto meticuloso la larga cola de su vestido.
Op. cit. Tamagne (2006), p. 52

Muchos de los espectadores solo iban para insultar y vejar a los participantes, como describe Charles Étienne en su novela Le Bal des folles:

Tras el violento ataque fuera, aquí dentro la recepción era más contenida, pero igual de amarga. A lo largo de toda la balaustrada, grupos de personas colgadas, subidas y agolpadas hasta el punto de resultar sofocante, generaban una burla socarrona: doscientas cabezas con los ojos en llamas y las bocas lanzando insultos [...] un coro griego de epítetos venenosos, ridículo y calumnias [...]
Op. cit. Tamagne (2006), p. 51

### Inglaterra

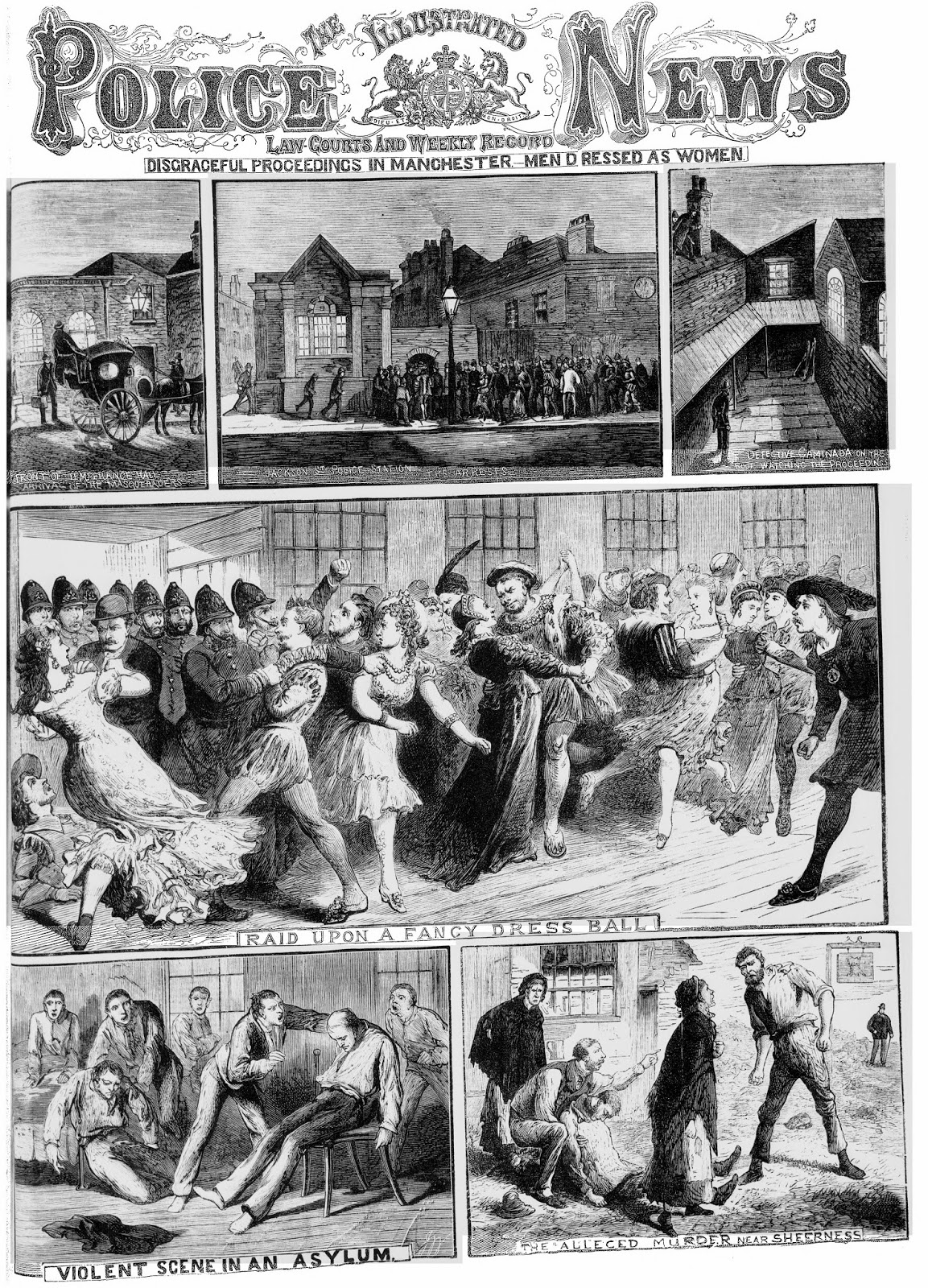
Portada del semanario sensacionalista The Illustrated Police News en el que se ilustra el asalto policial al baile de invertidos de Temperance Hall, en Hulme (Mánchester).

Existen dos casos documentados de bailes de invertidos (cross dressing balls) realizados en Inglaterra. El primero proviene de un asalto policial a un baile que se celebraba en el Temperance Hall de Hulme, un barrio de Mánchester. El 24 de septiembre de 1880, el jefe de la policía de Mánchester recibió una denuncia anónima sobre un acontecimiento «de carácter inmoral» que iba a ocurrir en el Temperance Hall de Hulme. El detective Jerome Caminada introdujo a dos policías vestidos de mujer entre aquellos que se habían ido reuniendo en el salón a partir de las 21:00 horas. Los 47 hombres que participaron en el baile iban disfrazados de las formas más extravagantes, entre ellos 22 vestidos de mujer, así, una pareja iba de Enrique VIII y Ana Bolena, y otra de Romeo y Julieta. El detective Caminada subió al tejado de un edificio vecino para poder observar a los bailarines, todos hombres jóvenes de entre 20 y 30 años, que comenzaron a bailar hacia las 22:00 horas y que de vez en cuando desaparecían en pareja en un cuarto contiguo. A las 01:00 horas, después de que el detective Caminada consideró que se habían cometido suficientes delitos, consiguió entrar en el baile gritando la contraseña sister («hermana») con voz afeminada. Tras abrirse la puerta, la policía asaltó el edificio y detuvo a todos los participantes. En el juicio se descubrió que los bailarines no eran de la ciudad, sino que eran habituales de bailes similares que organizaban en ciudades diversas, como Leeds y Nottingham. El juez, considerando el posible escándalo para la ciudad, acabó por dejar libres a los detenidos.
El Dr. Matt Houlbrook, de la Universidad de Liverpool, afirma que en las décadas de 1920 y 30 los bailes de invertidos se celebraban en secreto prácticamente cada fin de semana, atrayendo de 50 a 100 hombres. Y esto, a pesar de ser ilegales y representar un gran riesgo para los participantes, que no solo se arriesgaban a penas de cárcel, sino al desempleo, al aislamiento social y finalmente al colapso nervioso o el suicidio. En 1933 saltó a los periódicos el escándalo de los «Lady Austin's Camp Boys» («Chicos afeminados de Lady Austin»). El escándalo saltó cuando 60 hombres fueron detenidos en una sala de baile privada en Holland Park Avenue, en Londres, después de que policías travestidos los observasen bailando, maquillados, vestidos de mujer y teniendo relaciones sexuales. 27 hombres fueron arrestados y condenados a entre 3 y 20 meses de cárcel. Y a pesar de todo, algunos de ellos defendieron su comportamiento, notoriamente Lady Austin, que afirmó «No hay nada de malo [en quienes somos]. Nos llamáis sarasas y bujarrones, pero nuestro culto no tardará en ser permitido en el país».

### España
A mediados del siglo XIX, durante el reinado de Isabel II, aparecen en España las «sociedades de baile», generalmente grupos de jóvenes que buscan alquilar un pequeño local para organizar un bailes; pero existían otros, más elegantes o pretenciosos, que llegaban a alquilar teatros para realizar sus bailes. Las sociedades de baile exclusivas de homosexuales aparecen poco después, principalmente en Madrid y Barcelona, ya que no había que cumplir ningún tipo de requisito para crearlas y se podían disolver con igual facilidad. La más importante sociedad de baile de la «grey de Urania» era la que se reunía en «El Ramillete», en la calle Alvareda de Madrid, donde se podían contar «más de cien sodomitas con elegantes trajes y ricas joyas». Durante la regencia de María Cristina, era el «Liceo Rius» el que reunía las mayores masas de bailarines.
El público que participaba en los bailes era muy variado, pero atraía a muchos travestidos y jóvenes de clase trabajadora —empleados de comercio, aprendices de taller o criados—, para los que el baile representaba el mayor aliciente de sus vidas: explotados por sus patronos y atemorizados de que la sociedad los descubriese. Los bailes les permitían olvidar su situación por unas horas, expresarse con libertad, relacionarse con sus iguales y quizás, con suerte, encontrar una pareja. Otros, con menos suerte, sobre todo travestidos, afeminados y «chulitos» de barrio, sin trabajo o rechazados por sus familias, usaban los bailes para encontrar a sus primeros clientes. En carnaval se organizaban grandes fiestas, para los que algunos chicos pasaban todo el año preparando sus disfraces.
A principios del siglo XX estos bailes ya habían desaparecido y eran recordados como algo del pasado, como relata el autor Max Bembo en su libro La mala vida en Barcelona: «yo no he podido encontrar en el homosexualismo barcelonés las apariencias que tenía muchos años atrás; las fiestas en que se celebraban los bautizos de un homosexual; los bailes escandalosísimos; las fiestas sardanapálicas, vergüenza de una ciudad». Es muy probable que la desaparición de estos bailes públicos fuese debida a la aplicación de las leyes de escándalo público y el consecuente recogimiento de la vida homosexual a residencias y clubs privados, aunque el modelo no desaparece hasta después de la Guerra Civil.

### Estados Unidos

#### Stag dance

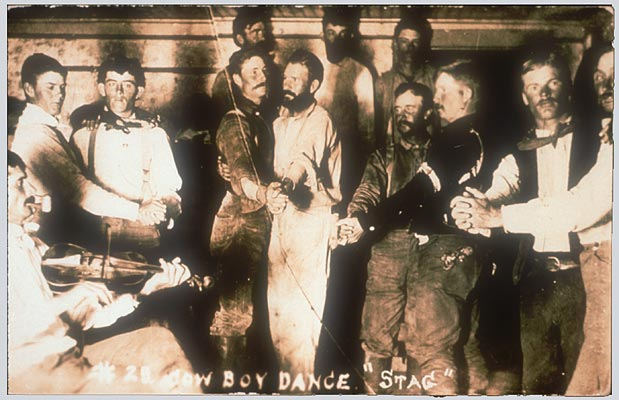
Foto de un stag dance de vaqueros hacia 1910.

Durante el siglo XIX, en Estados Unidos, sobre todo en la frontera del gran Oeste, existían muchas poblaciones en las que escaseaban las mujeres. Así entre los vaqueros, mineros, leñadores o los trabajadores en la construcción de las vías, apenas les era posible encontrar una pareja femenina y casarse. En estos grupos se formaban amistades íntimas entre hombres, que a veces embocaban en auténticas historias de amor, que eran aceptadas como un hecho de la vida. Es difícil saber hasta qué punto esto era simplemente debido a la falta de mujeres o a que precisamente esta falta de mujeres atraía a aquellos que preferían la compañía de hombres.
Es en este ambiente y en el militar donde se desarrollaron los «stag dance» («baile de solteros»), en los que los hombres bailaban entre sí, sin que esto tuviese un significado particular. Beemyn habla de los que se realizaban en San Francisco durante la fiebre del oro de 1849, a donde habían llegado miles de hombres jóvenes de todos los continentes, convirtiendo una población de frontera en un centro de diversión, en el que todo era posible. Gracias a la falta de mujeres y de prejuicios, los hombres se divertían entre ellos, también en bailes, en los que aquellos que hacían el papel tradicional de mujeres podían incluso llevar vestidos, aunque habitualmente solo llevasen un pañuelo atado en el brazo.

#### Drag ball

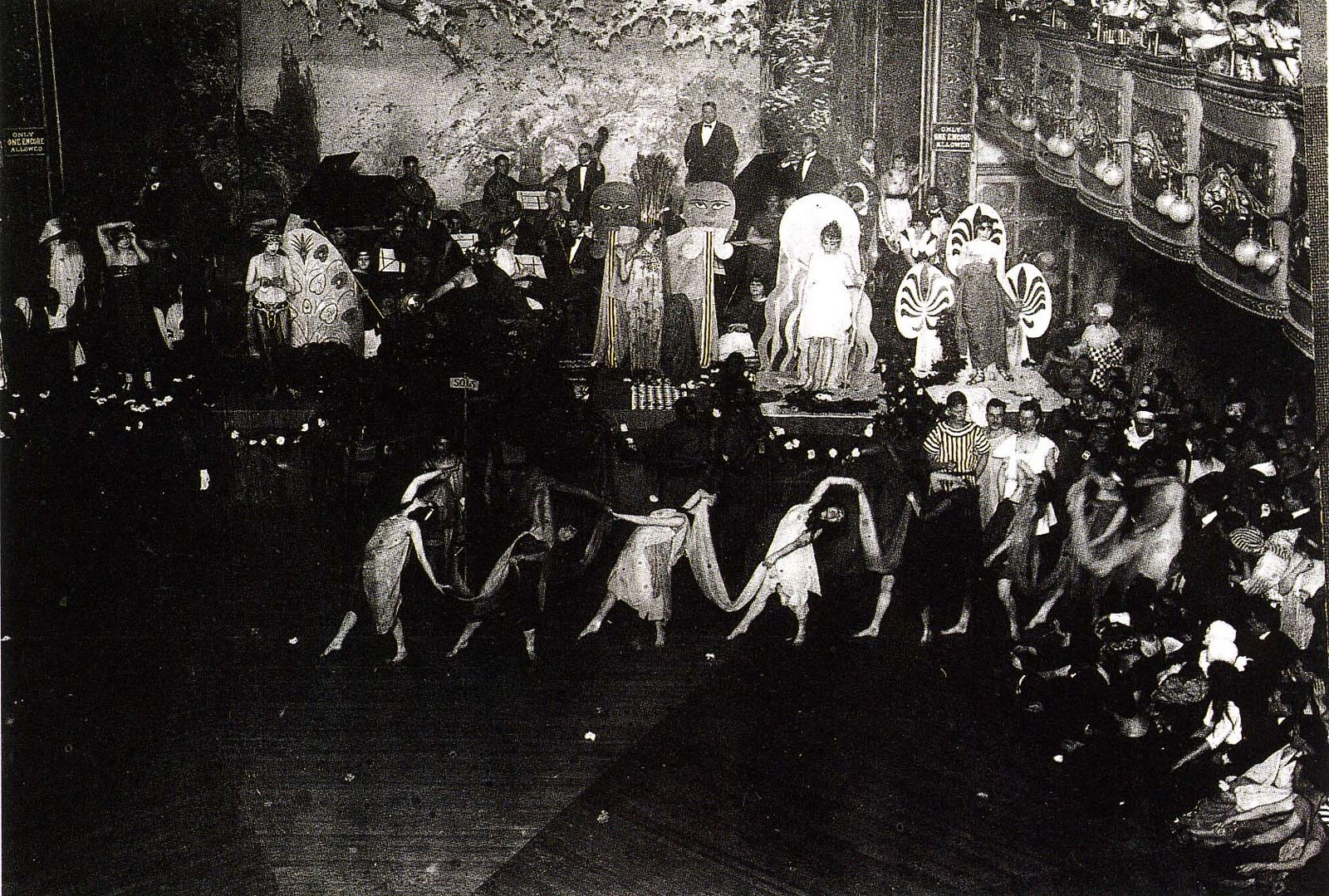
Un baile de invertidos en la década de 1920, celebrado en el Webster Hall del Greenwich Village, en Nueva York.

Los drag ball («bailes de travestidos») estadounidenses pueden trazar su origen en los «bailes de debutantes» —bailes en los que se introducía a las niñas en sociedad como adultas, similares a los bailes de quince años— y los bailes de disfraces. Comenzaron a finales del siglo XIX como simples fiestas en las que se admitían hombres vestidos de mujer y mujeres vestidas de hombres, que permitían el baile agarrado con parejas del mismo sexo, aunque existen noticias de bailes exclusivos de homosexuales —masculinos y femeninos— en 1890, que cifran el número de participantes en 500 parejas del mismo sexo, que tranquilamente bailaban el vals al son de una buena orquesta. En la década de 1920 estos bailes ya se habían convertido en grandes acontecimientos sociales en el mundo homosexual, en los que sobre todo los hombres, competían por llevar el traje femenino más espléndido. A menudo incluían una pasarela, las «parade of the fairies» («desfile de las hadas»), para mostrar los trajes y un concurso que premiaba con dinero los más espectaculares, cuyos jueces solían ser personalidades de la literatura y el espectáculo. Sobre todo fue entre las comunidades negras urbanas en Nueva York, Chicago, Baltimore y Nueva Orleans las que realizaban estas fiestas, atrayendo incluso al público blanco. En Manhattan, los bailes llegaron a tener permisos oficiales, y protección y vigilancia policial, celebrándose en prestigiosos pabellones como el Webster Hall y el Madison Square Garden, el hotel Astor en el centro, el Manhattan Casino (más tarde llamado Rockland Palace), el Alhambra y el Savoy Ballroom en el Harlem negro y el New Star Casino en el Harlem italiano. Los organizadores se convirtieron en personajes famosos: H. Mann en la década de 1910, Kackie Mason en las décadas de 1920 y 30, Phil Black, en las décadas de 1930 a 60, celebrados en numerosas novelas. En 1933 describían uno de estos bailes de la siguiente forma:

En la pista del salón de baile, en todo tipo imaginable de vestido elegante, hombres tiemblan y palpitan en los brazos de otros hombres. Muchos de los «afeminados» llevan peinados elaborados, en los tocados empolvados del periodo de Madame de Pompadour. Llevan faldas holgadas e hinchadas de esa pintoresca era anterior a la guillotina [... O]tros llevan trajes largos y ajustados que estuvieron de moda hasta hace poco [... mientras] otros llevan las largas faldas con cola y los ajustados corsés de la década de 1880—palmos y palmos de tela en elaborados volantes, haciendo frou-frou por detrás, cuando el espacio lo permite.
op. cit. Chauncey (1994)

El baile más famoso era el «Masquerade and Civic Ball» —también conocido como «Faggots Ball» o «Fairies Ball», baile de los maricones— en el Harlem de Nueva York. El Masquerade and Civic Ball era un baile anual que comenzó a celebrarse en 1869, organizado por la Grand United Order of Odd Fellows, una asociación afroamericana independiente de su correspondiente asociación estadounidense, que no aceptaba a negros. El baile tuvo una enorme popularidad, atrayendo incluso la participación de blancos, pero no dejó de haber críticas y burlas. Y a pesar de que no dejaba de haber tensiones raciales, restricciones de género —dos hombres solo podían bailar juntos si uno iba vestido de mujer— y las barreras de clase, estos bailes eran uno de los pocos lugares en los que blancos y negros podían socializar y los homosexuales podían buscar algo de romance. Eran lugares en los que por un día al año los «maricones», sobre todo los afeminados, no tenían que ocultarse, en los que se sentían libres, lugares que abandonaban reticentes y animados. En un mundo que acosaba y despreciaba a los homosexuales, la posibilidad de ver a miles de ellos juntos en una celebración de autoafirmación, de poder interactuar con sus iguales, permitía la creación de una extensa red y una subcultura de apoyo mutuo. Los bailes eran centrales en la vida de muchos homosexuales: los trajes se preparaban con semanas de antelación y lo que había ocurrido en el baile servía de comidilla durante semanas después.
Sobre todo los bailes más pequeños eran a menudo objetivo de redadas policiales, que a veces detenían a todos los presentes. Para justificar las detenciones empleaban una ley de 1846 que prohibía estar disfrazado en público, aunque hacia el cambio de siglo ya solo se empleaba para acosar a los travestidos. Los drag ball que se realizaban en locales y casas privados, a pesar de ser más seguros, también recibían a menudo las visitas policiales. A principios de la década de 1930, las tensiones con la policía se habían extendido incluso a aquellos bailes con permiso, señalando un cambio social que provocó que los últimos dos grandes bailes de la temporada de 1930-31 fuesen cancelados. Los bailes entraron en decadencia con la derogación de la ley seca en 1933, cuando repentinamente beber dejó de ser delito y el antiguo orden social se restableció, desapareció el ambiente libertino de clubs clandestinos en los que se permitía el travestismo.

### América Latina

#### El baile de los cuarenta y un maricones

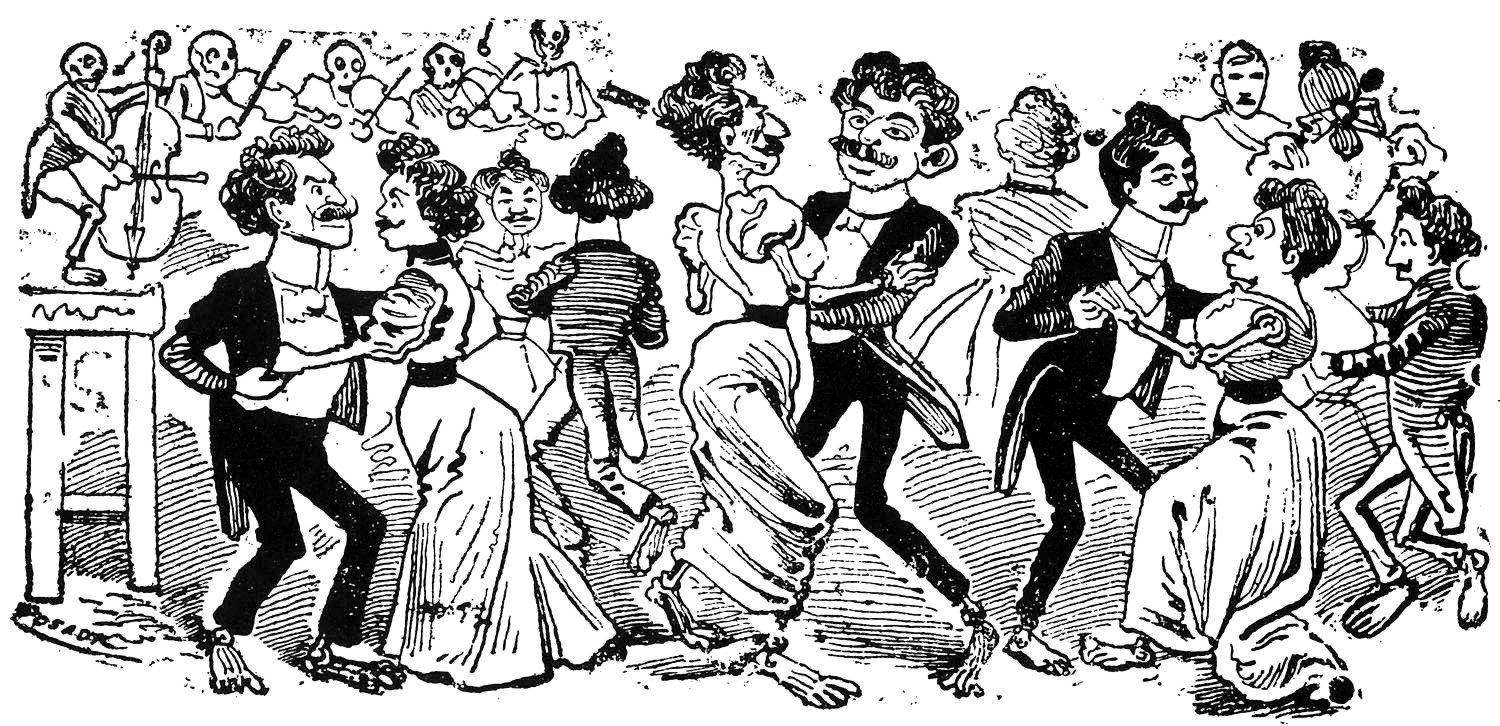
Ilustración del baile de los 41 maricones, México, hacia 1901

En México, el escándalo más sonado de los siglos XIX y XX fue el llamado «baile de los cuarenta y uno» o el «baile de los cuarenta y un maricones». El hecho se refiere a una redada realizada el 18 de noviembre de 1901, durante el mandato de Porfirio Díaz. La redada, realizada en la calle de la Paz (hoy calle Ezequiel Montes), era contra un baile de hombres que se estaba realizando en una vivienda particular, de los cuales 22 estaban vestidos de hombres y 19 de mujeres. La prensa mexicana se cebó en el hecho, a pesar de que el Gobierno se esforzó en tapar el asunto, puesto que los detenidos pertenecían a las clases altas de la sociedad porfiriana. La lista de nombres nunca fue revelada.

La noche del domingo fue sorprendido por la policía, en una casa accesoria de la 4a. calle de la Paz, un baile que 41 hombres solos verificaban vestidos de mujer. Entre algunos de esos individuos fueron reconocidos los pollos que diariamente se ven pasar por Plateros. Estos vestían elegantísimos trajes de señoras, llevaban pelucas, pechos postizos, aretes, choclos bordados y en las caras tenían pintadas grandes ojeras y chapas de color. Al saberse la noticia en los boulevares, se han dado toda clase de comentarios y se censura la conducta de dichos individuos. No damos a nuestros lectores más detalles por ser en sumo grado asquerosos.
Nota informativa de la época

A pesar de que la redada no tenía asideros legales y era completamente arbitraria, los 41 detenidos acabaron por la fuerza en el ejército:

Los vagos, rateros y afeminados que han sido enviados a Yucatán, no han sido consignados a los batallones del Ejército que operan en la campaña contra los indígenas mayas, sino a las obras públicas en las poblaciones conquistadas al enemigo común de la civilización
El Popular, 25 de noviembre de 1901

El número 41 o 42 pasó a formar parte de la cultura popular mexicana para referirse a los homosexuales, en el caso del 42 a los homosexuales pasivos. El hecho y los números se ampliaron a través de la prensa, pero también de grabados, sátiras, obras de teatro, literatura, pintura e incluso llega hasta la televisión y el cine, como es el caso de la telenovela histórica El vuelo del águila, emitida por Televisa en 1994, y la película El baile de los 41, estrenada en salas en noviembre de 2020 y transmitida por Netflix en mayo de 2021. En 1906 Eduardo A. Castrejón publicó el libro Los cuarenta y uno. Novela crítico-social. Famosos son los grabados de José Guadalupe Posada, que se publicaron acompañados de varios poemas:

Hace aún muy pocos días
Que en la calle de la Paz,
Los gendarmes atisbaron
Un gran baile singular.
Cuarenta y un lagartijos
Disfrazados la mitad
De simpáticas muchachas
Bailaban como el que más.
La otra mitad con su traje,
Es decir de masculinos,
Gozaban al estrechar
A los famosos jotitos.
Vestidos de raso y seda
Al último figurín,
Con pelucas bien peinadas
Y moviéndose con chic.
Anónimo

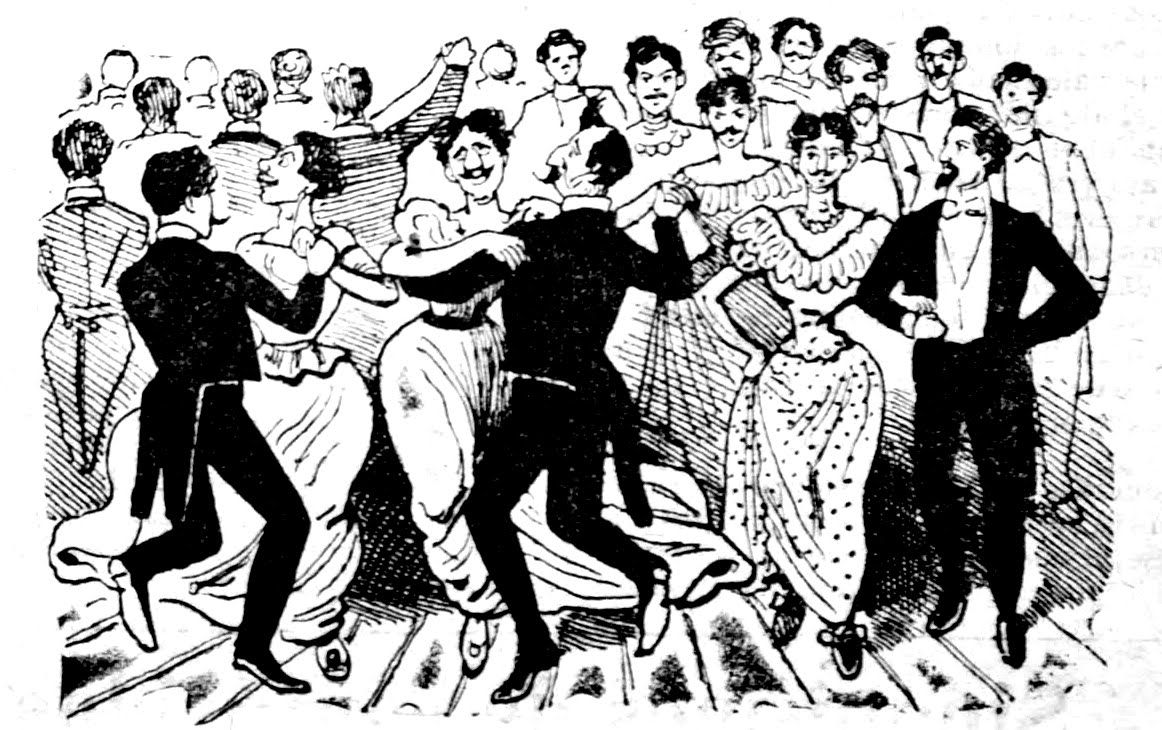
Grabado de Guadalupe Posada que ilustraba el panfleto del poema adjunto.

El antecedente del Baile de los 41 fue utilizado a partir de ese momento para llevar adelante redadas continuas, chantajes policíacos, torturas, palizas, envíos a la cárcel y al penal de las Islas Marías, con la simple mención de que se trata de un «ataque a la moral y las buenas costumbres».

#### El tango

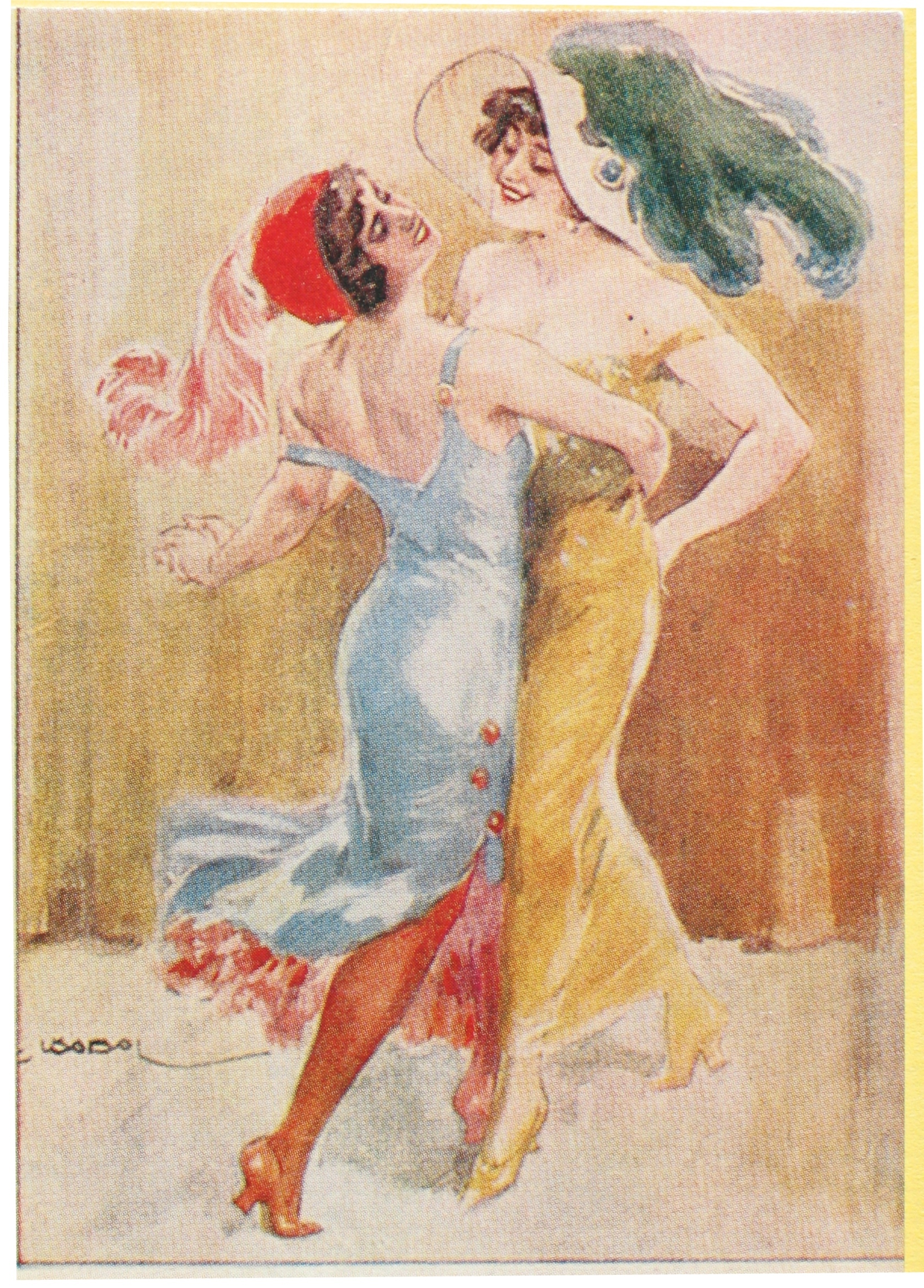
Dos mujeres bailando el tango en una postal de 1920.

El tango rioplatense, como danza, se creó a finales del siglo XIX entre hombres, y por hombres que bailaban con otros hombres en las calles y en burdeles:

La sociedad en la cual se comienza a bailar tango era mayoritariamente masculina (el 70%), por la tanto, a la luz pública se bailaba entre parejas de hombres únicamente, ya que la iglesia aplicaba su moralismo y no permitía la unión de un hombre y una mujer en esta clase de baile. [...] El Tango en antaño lo bailaban eran los hombres, no lo bailaban hombre y mujer, porque eso era prohibido por la ley. [...] El Papa Pío X lo proscribió, el Káiser lo prohibió a sus oficiales.
Juliana Hernández Berrío: El Tango nació para ser bailado. 

A comienzos de la década de 1910 el tango fue descubierto por Europa y se puso de moda en París, como baile de pareja varón-mujer, pero en un estilo más «decente», sin «cortes y quebradas». Postales históricas de los años 1920/1930 muestran igualmente imágenes de mujeres bailando el tango entre ellas. Pero estas postales vienen de los cabarés de París y tienen un acento masculino y voyeur:

Por un lado, los escarceos sáficos o el abierto lesbianismo tienen valedoras individuales y círculos de lustre artístico o intelectual donde es plenamente admitido. Por otro, los cabaretes con su obvia función de escapismo sexual encuentran su sitio en la sociedad. De ambas fuentes, la imagen del tango entre mujeres beberá y de ambas nos llegan algunas imágenes que lo representan.
J. Alberto Mariñas, Ellas bailan solas...

#### El carnaval de Río
En Brasil, la homosexualidad fue legalizada en 1830, hecho que se mantuvo en el código penal de 1890. Sin embargo existían numerosas leyes sobre los actos públicos de indecencia, vagancia, travestismo o comportamiento «libertino» que se empleaban para controlar y reprimir a los homosexuales. Sin embargo, una vez al año, durante el Carnaval, las costumbres sociales se relajaban, permitiendo el travestismo y el baile entre hombres/mujeres, comenzando en la década de 1930. En Río de Janeiro los disfraces se hicieron cada vez más elaborados y se comenzó a entregar premios a los mejores; estos espectáculos evolucionaron en bailes de invertidos, en los que solo un 10% de los participantes iban vestidos de drag queens.

### Rusia

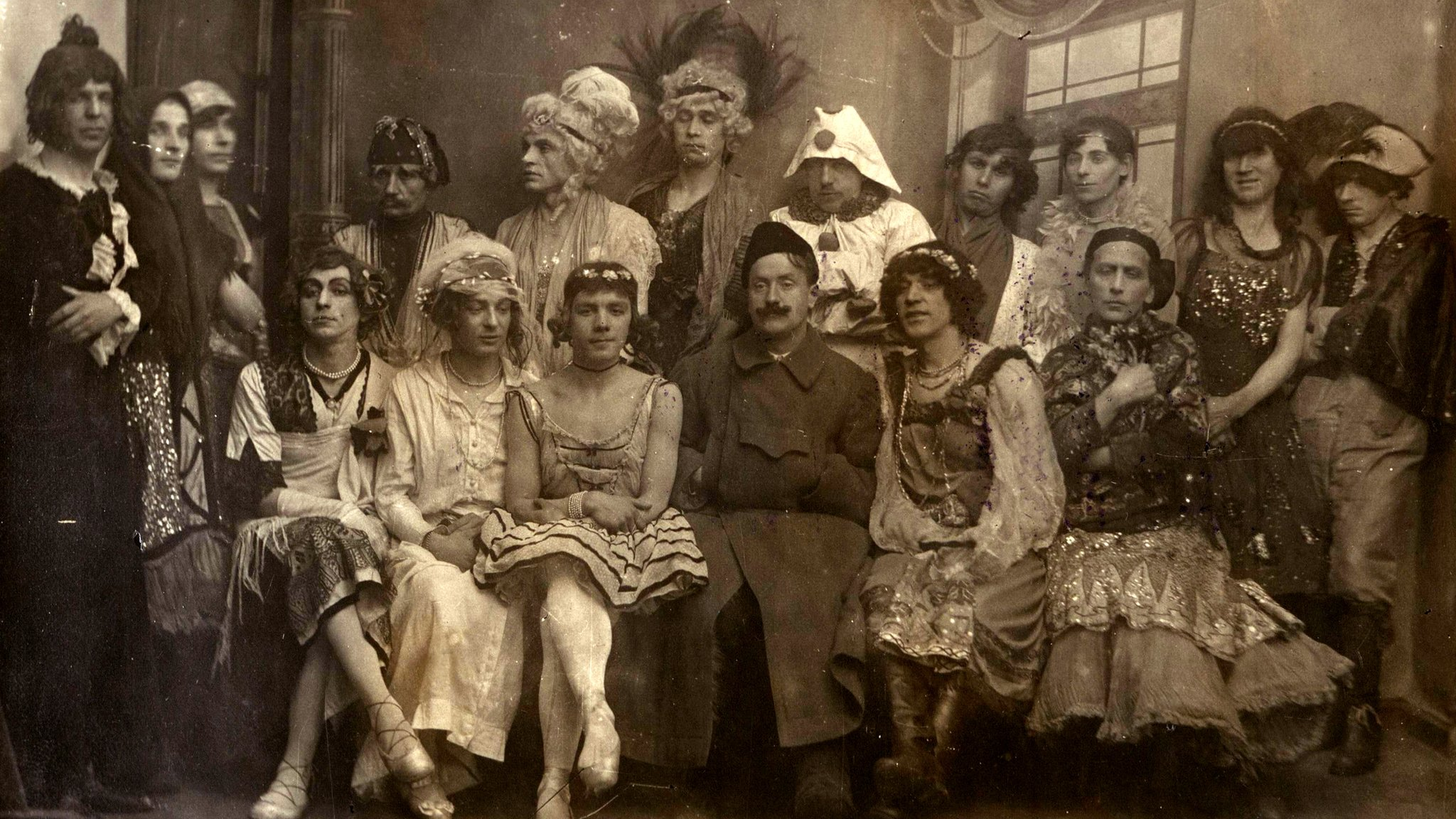
Miembros de un grupo gay clandestino en Petrogrado en 1921.

En Rusia, existen noticias de bailes de homosexuales (baly zhenonenavistnikov, literalmente «baile de misóginos») anteriores a la Primera Guerra Mundial, concretamente en Moscú. A estos bailes, aunque realizados dentro de la subcultura de los zhenonenavistnik («misóginos»), un grupo hipermasculinizado de homosexuales, acudían también travestidos.
En 2013 se publicó por primera vez una foto (a la derecha) de una fiesta gay en Rusia, concretamente en Petrogrado, celebrada el 15 de febrero de 1921, durante los primeros años del régimen soviético. La foto fue hecha por los expertos forenses de la policía, que había realizado una redada en el piso en el que se estaba celebrando la fiesta, tras recibir un chivatazo anónimo sobre actividades «contra natura» en un piso de la calle Simeon n°6. Se detuvo a 98 marineros, soldados y civiles —a pesar de que la sodomía había sido legalizada en 1917—. Se habían reunido a celebrar una «boda de travestidos», muchos de ellos disfrazados en trajes femeninos, «vestidos españoles» y «pelucas blancas», para bailar el vals y el minueto, y socializar con otros hombres. El comisario de justicia responsable justificó la redada con que una muestra pública de tendencias homosexuales podía poner en peligro a las «personalidades sin asentar». Aunque ninguno de los participantes fue condenado, el dueño del piso, Eduard Michel, fue acusado de regentar un burdel según el artículo 171 del código penal de la República Socialista Federativa Soviética de Rusia, delito penado con un mínimo de 3 años de prisión y confiscación de toda o parte de las propiedades.

### Bailes de lesbianas

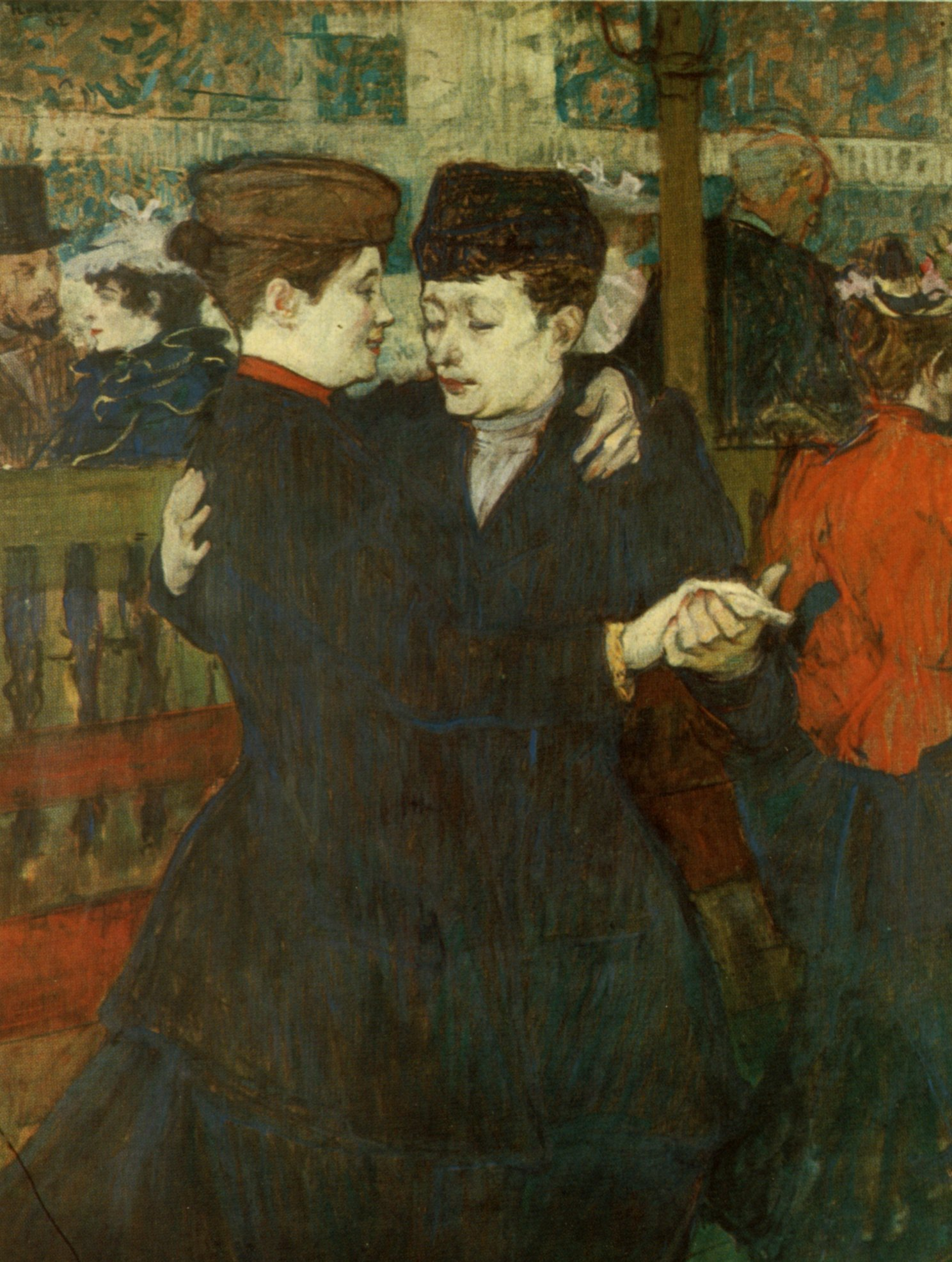
Dos mujeres bailando el vals (hacia 1892) de Toulouse Lautrec.

En México, el 4 de diciembre de 1901, poco después de la redada en el Baile de los 41, hubo una redada en un local de lesbianas en Santa María, pero el asunto tuvo menos eco en la sociedad que el producido por el Baile de los 41, en el que habían participado hombres.
Hirschfeld, en su libro Berlins drittes Geschlecht (1904), también describe un baile de lesbianas:

En uno de los grandes salones en los que los uranistas organizan sus bailes, también se realiza casi cada semana una tarde de baile similar para las uranistas femeninas, de las que gran parte viste con traje de hombre. La mayoría de las mujeres homosexuales del lugar se pueden encontrar todos los años en una fiesta de disfraces organizada por una dama berlinesa. La fiesta es privada, sino que habitualmente solo pueden acceder que son conocidas por las damas del comité organizador. Una participante me describe la siguiente escena: «En una bonita tarde de invierno, a partir de las 8 no dejan de parar coches delante de uno de los mejores hoteles de Berlín, de la se bajan damas y caballeros disfrazados de todos los países y épocas. Aquí se ve llegar a un atractivo estudiante de una fraternidad con un Schmiss marcante, allí, un delgado caballero rococó ayuda galante a una dama a salir del coche. Las brillantemente iluminadas amplios salones se llenan cada vez densos; ahora entra un gordo fraile capuchino, ante el que se inclinan respetuosamente gitanos, pierrots, marineros, payasos, panaderos, lansquenetes, ornados oficiales, caballeros y damas en traje de monta, bóeres, japoneses y delicadas geishas. Una Carmen de ojos de fuego incendia a un jockey, un italiano fogoso estrecha una amistad con un muñeco de nieve. Los colores más variados de la vivaraz y alegre multitud ofrecen un cuadro extraordinario y atractivo. Primero, las participantes se fortalecen en mesas adornadas con flores. La directora en una atractiva casaca de terciopelo da la bienvenida en una corta y compacta alocución. Entonces se recogen las mesas. Suenan las "Donauwellen", y acompañadas de alegre música de baile, las parejas se balancean en círculo a lo largo de la noche. De las salas colindantes se oyen risas, el sonar de las copas y alegres cantos, pero en ningún lugar —donde se mire— se traspasan los límites de una fiesta de disfraces distinguida. Ninguna discordancia deslustra la alegría general, hasta que las últimas participantes abandonan el lugar con las primeras luces de una fría mañana de febrero, donde en compañía de sus iguales han podido soñar por unas pocas horas ser aquello que son en su interior.»
Magnus Hirschfeld, Berlins Drittes Geschlecht (1904), «Kapitel 3»

En Alemania, el «club de bolos» Die lustige Neun («El nueve divertido»), creado en Berlín en 1924, consiguió organizar fiestas de lesbianas en las que participaban entre 200 y 300 mujeres por lo menos hasta abril de 1940. No se sabe si las fiestas, conocidas por las descripciones de las actas de la Gestapo que las vigilaba de cerca, continuaron durante los años de la Guerra; el caso es que se pierde el rastro.

## Evolución posterior

### De la II Guerra Mundial a Stonewall
En Francia, durante la ocupación de París, todos los bailes fueron prohibidos, situación que se mantuvo para los homosexuales tras la victoria aliada. Durante la guerra no quedó más remedio que reunirse en las afueras de París, como ocurrió para en Nochebuena de 1935, en la que cientos de homosexuales viajaron en autobús 50 km desde París, para la tradicional cena. Tras la Guerra, la única posibilidad era trasladarse en tren al Bal de la Chervrière, en L'Étang-la-Ville (Yvelines), un local regentado por una lesbiana, «la Colonelle», que había luchado en la resistencia y tenía suficientes contactos para que no le cerrasen el local. La situación mejoró con la reapertura del Bal de la montaigne de Sainte-Geneviève en 1954, dirigido por Georges Anys, que se mantendría hasta finales de la década de 1960. Quizás el baile más importante fue el realizado todos los domingos por la tarde por la revista y asociación Arcadie, el Cespala (Club littéraire et scientifique des pays latins), en el número 19 de la calle Béranger, reservado exclusivamente para miembros del club.
El 5 de octubre de 1960 una breve noticia en el Giornale di Brescia (y algunas líneas en l'Unità) informaban de la apertura de una investigación en el ambiente homosexual de Brescia e iniciaba el escándalo llamado balletti verdi («ballets verdes»). El origen del escándalo fueron una serie de fiestas organizadas por dos homosexuales en Castel Mella para sus amigos, porque esta era la única manera en que los homosexuales italianos podían socializar en la época, dado que en Italia (al contrario de lo que estaba pasando en el extranjero) las autoridades no permitían la apertura de lugares de reunión para gays, como bares gais. Estas fiestas permitían reunir a homosexuales de todas las condiciones y edades. El hecho de que hubiese algunos casos de «menores» (entre 18 y 21 años, la mayoría de edad estaba en los 21 años) que libremente aceptaban dinero a cambio de relaciones sexuales, produjo un escándalo con consecuencias desastrosas para aquellos implicados, en su mayoría inocentes, desencadenando además una imprevista caza de brujas de impronta maccartista, que sacudió a todo el país. Muchos perdieron su trabajo, tres se suicidaron, otro decidió huir a otra ciudad para evitar el estigma, después de que su secreto se hiciese público.
En pleno tardofranquismo comenzaron de nuevo a formarse en España fiestas de homosexuales en los que algunos participantes se vestían de mujer. En Sitges, el 4 de marzo de 1973 la policía detuvo a diez hombres travestidos que se divertían en la discoteca Los Tarantos de la localidad durante los carnavales. Los periódicos hablaron de «baile de violetas» y se burlaron durante días del «chorro de mariquitas», «convención de violetas», «prímulas», «sapes», etc., mostrando fotos de los detenidos vestidos de mujer.

#### Ball culture
Una evolución de los «drag ball» es la subcultura del ball culture que comenzó a desarrollarse en Harlem, Nueva York, y Washington D. C. a partir de los años 1960:

[los negros de Harlem llevaron los bailes] a alturas inimaginables por los pequeños grupos de hombres blancos desfilando en tabernas en los sótanos. En una explosión de celo liberado, alquilaron grandes espacios, como el Elks Lodge en 160 West 129th Street [Nueva York], y se presentaron en vestidos, sobre los que la misma Madame Pompadour se lo habría pensado dos veces. En el Harlem se extendió el rumor de que una comitiva de drag queen estaba creando trajes más grandes y fabulosos que las carrozas del Desfile del Torneo de las Rosas, y los bailes comenzaron a atraer a público, primero unas docenas y más tarde centenares, gais y heterosexuales por igual. La gente se traía su licor, sándwiches, pollo asado. Según fueron creciendo los espectadores, las reinas ofrecían más y más por el dinero de las entradas. Cleopatra en su barcaza, toda cubierta de lamé dorado, con media docena de sirvientes abanicándola con hojas de palma blancas y brillantes. Modelos de moda falsos en abrigos de plumas forrados de mylar, de forma que cuando abría el abrigo y de repente encendían una lámpara incandescente de dos mil vatios, los de las primeras filas quedaban cegados por unos minutos.
Michael Cunningham

Muy pronto, los bailes regulares se dividieron en «casas» (houses) o «familias» lideradas por figuras carismáticas.

Algunas fiestas regulares que se hacían en viviendas se institucionalizaron como «casas» y «familias». El líder, o «madre», a menudo ofrecía no solo la oportunidad de realizar fiestas, sino también instrucciones y una guía en las artes del maquillaje, de la selección de la ropa, del playback, de mostrar una personalidad, andar y talentos relacionados. Aquellos alumnos se convertían en «hijas transvestidas», que a su vez instruían a otros, creando «familias transvestidas» completas. Las drag houses («casas de travestidos») se convirtieron en los primeros grupos sociales de apoyo de la comunidad gay y lésbica de la ciudad [de Washington].
Rainbow History Project

La subcultura del ball culture se ha mantenido hasta nuestros días, como se puede comprobar en el documental Paris is burning (1990). Ha tenido una influencia cultural notable, sobre todo a través del vídeo de Vogue de Madonna, en la que los bailarines realizan un «vogue», un baile que trata de imitar los movimientos de los modelos en la pasarela, desarrollado precisamente en los bailes de la ball culture. Beyoncé también ha confesado estar influenciada por la ball culture, «como se ha inspirado por todo el circuito drag-house en EE.UU., una parte de la cultura negra americana desconocida, en la que hombres gais de clase trabajadora canalizan ultraglamour en réplicas de pasarelas de moda. "Todavía tengo eso dentro de mí", habla de la "seguridad y el fuego que ves sobre el escenario"».

### Tras Stonewall

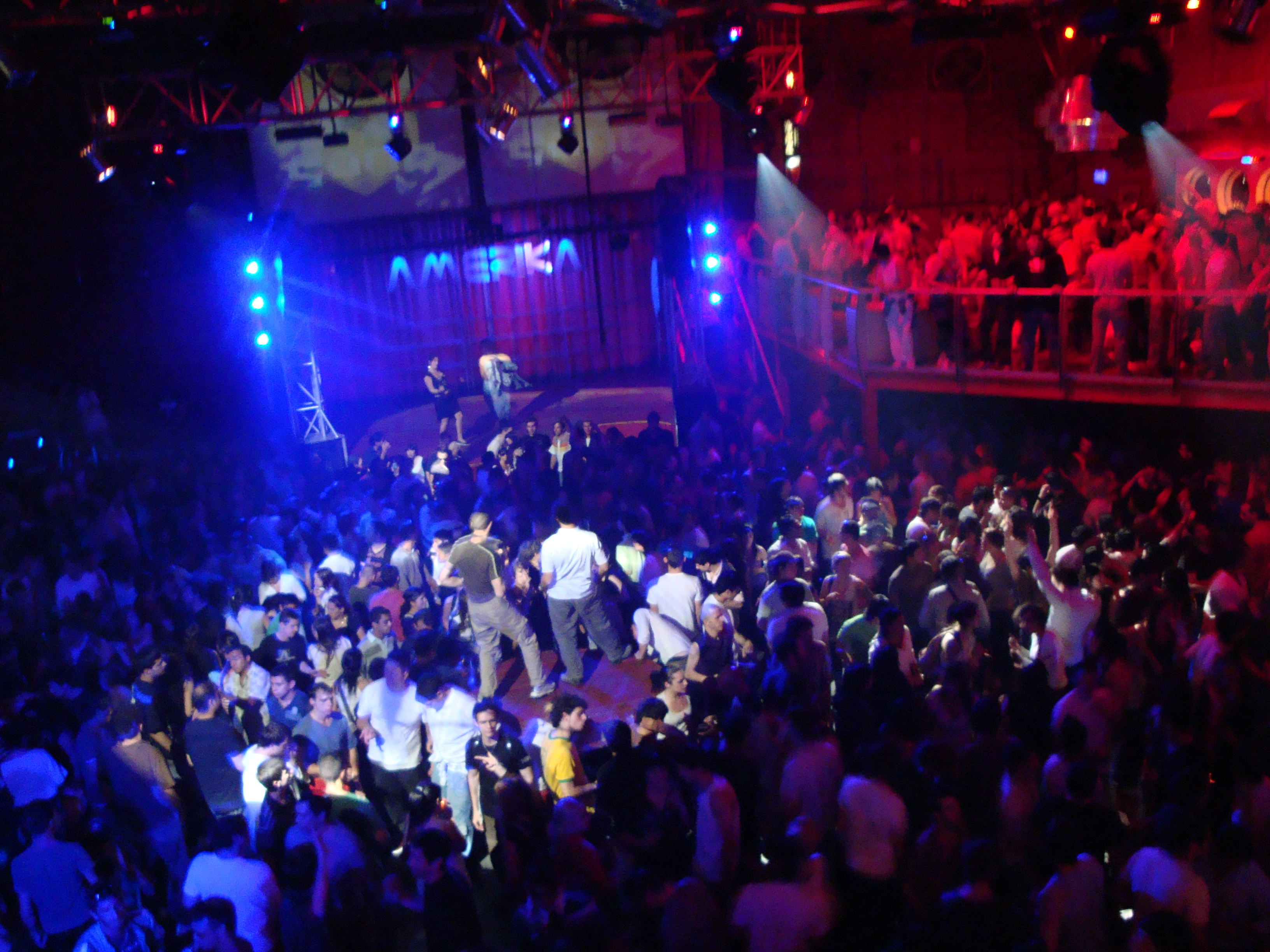
Discoteca Amerika en Buenos Aires en 2008.

Tras los disturbios de Stonewall y la aparición de movimiento LGBT moderno, los grandes bailes de máscaras o disfraces para homosexuales, tal como se realizaban hasta entonces, prácticamente desaparecieron. Una de las excepciones más señaladas es el Life Ball de Viena, que se celebra desde 1992. Existen o existieron otros más pequeñas, como el organizada anualmente desde 1990 por RosaLila PantherInnen en Graz; el organizado anualmente en Berlín desde los primeros años de la década 1970 hasta 1998 por Andreas Höhne, tradición que trató de salvarse con el Fummelball, que se celebró seis veces, pero sin éxito; o el que se ha organizado anualmente en Hamburgo en 28 ocasiones, hasta 2011.
A mediados de la década de 1970 apareció la discoteca y la correspondiente música disco, que se desarrolló entre los pinchadiscos, principalmente en locales de Nueva York, muy relacionados con el ambiente gay —véase por ejemplo Studio 54. Tanto la discoteca como su música enseguida se convirtieron en favoritas de los hombres gais, que encontraron en sus canciones auténticos himnos, como It's raining men, Y.M.C.A., I'm coming out o So many men, so little time, a pesar de la homofobia de muchas de sus divas. Hacia los 80 aparece el clubbing, con centros en Nueva York, Ibiza, Londres y París, uno de cuyos locales más conocidos en el ambiente gay fue el Sound Factory de Nueva York. Los clubs solían ofrecer música electrónica de baile a grandes masas de gais, a veces relacionándose con la ball culture. Hacia finales de los 80, principios de los 90, aparecen las circuit party, grandes fiestas, en parte al aire libre, similares a los rave, muy organizadas, que pueden durar varios días, atrayendo a público de un gran territorio o incluso del extranjero. Algunas de las fiestas del circuito, como la White Party de Palm Springs, la Black and Blue Party en Montreal y la Winter Party en Miami, atraen a entre los miles y los diez miles de personas. En Europa, la mayor circuit party se celebra en Barcelona, con unos 70.000 participantes.